# Ferrovie della Brianza Centrale
La Società Anonima per le Ferrovie della Brianza Centrale (FBC) era una società ferroviaria oggi non più esistente, che costruì e gestì in regime di concessione la ferrovia Monza-Molteno.

## Storia
Intorno al 1900, nella zona di Besana in Brianza si costituì un consorzio intercomunale che promosse la costruzione di una linea ferroviaria, in sostituzione dell'esistente tranvia Monza-Barzanò-Oggiono che offriva un servizio insoddisfacente.
Presto il consorzio si tramutò nella Società Anonima per le Ferrovie della Brianza Centrale, che con il Regio Decreto 19 aprile 1907, n. 338, ottenne la concessione per la costruzione e l'esercizio della linea, che venne inaugurata nel 1911 e della sua diramazione Renate-Romanò Fornaci, attivata il 28 novembre 1912.
La linea fu gestita inizialmente dalle Ferrovie Nord Milano, che detenevano una quota azionaria della FBC; la FBC subentrò nel 1913.
La società si trovò presto in difficoltà economiche, e dichiarò fallimento il 27 aprile 1919. L'esercizio della ferrovia fu assunto dalla Società per la Ferrovia Monza-Molteno-Oggiono (MMO).

## Materiale motore
La FBC ebbe in servizio tre gruppi di locomotive a vapore:
| Numeri  | Anno      | Costruttore        | Rodiggio | Note                         |
| ------- | --------- | ------------------ | -------- | ---------------------------- |
| 1 ÷ 4   | 1910      | Breda              | 1’C      |                              |
| 11, 12  | 1912      | Henschel           | D        | cedute quasi subito alle FNM |
| 21 ÷ 23 | 1895-1906 | Couillet, Henschel | 2' B     | acquistate usate dalle FNM   |